# Salbeiwiesen bei Bechlingen und Breitenbachtal
Salbeiwiesen bei Bechlingen und Breitenbachtal este o arie protejată (arie specială de conservare — SAC, sit de importanță comunitară — SCI) din Germania întinsă pe o suprafață de 136 ha, integral pe uscat.

## Localizare
Centrul sitului Salbeiwiesen bei Bechlingen und Breitenbachtal este situat la coordonatele 50°36′39″N 8°27′22″E / 50.6108°N 8.4561°E.

## Înființare
Situl Salbeiwiesen bei Bechlingen und Breitenbachtal a fost declarat sit de importanță comunitară în iunie 2000 pentru a proteja 2 specii de animale. Situl a fost protejat și ca arie specială de conservare în martie 2008.

## Biodiversitate
Situată în ecoregiunea continentală, aria protejată conține 1 habitat natural: Fânețe de joasă altitudine (Alopecurus pratensis, Sanguisorba officinalis).
La baza desemnării sitului se află mai multe specii protejate de  nevertebrate (2): phengaris nausithous (Maculinea nausithous), Maculinea teleius.
Pe lângă speciile protejate, pe teritoriul sitului au mai fost identificate 2 specii de plante.